# Bent A. Koch
Bent Anders Koch, född 16 september 1928, död 10 oktober 2010, var en dansk motståndsman, författare och chefredaktör. Han var riddare av Dannebrogsorden.

## Biografi
Bent A. Koch var son till handelsresande Herman Koch och dennes hustru Debora, född Granfeldt. Redaktören P.C. Koch var hans farfarsfar. Han växte upp på Amager och i Jægersborg. Uppväxten kan på vissa sätt beskrivas som tragisk då Koch förlorade sina tre äldre bröder (en dog vid Kochs födsel, den andre blev ihjälskållad och den tredje dog i en bilolycka) och sin far (dog av hjärtstopp vid 35 års ålder). Han förlorade senare också sin styvfar, som dog under sin krigstjänst för de allierade.
År 1943, då Bent A. Koch var femton år gammal, hjälpte han judiska familjer att fly till Sverige. Året därpå anslöt han sig till motståndsrörelsen som medlem av Gruppe Lange under Holger Danske. Kontakten med motståndsrörelsen fick han efter att han anslutit sig till det kristna och antinazistiska partiet Dansk Samling, vilket hade täta kontakter med motståndsrörelsen då partiet fanns representerat i Danmarks Frihedsråd. Samtidigt väcktes hans intresse för den tyska regionen Sydslesvig, vilken hade och fortfarande har en betydande dansk minoritet. Han anslöt sig till Sønderjysk Forenings ungdomsförbund i Gentofte efter att ha hört ett föredrag av pastor H.F. Petersen om den danska minoritetens tvång att delta i kriget på Tysklands sida. Han var med om att grunda ungdomsförbundet Grænseforeningens Ungdom 1948.
Efter krigsslutet blev Koch journalist på Morgenbladet, som var knuten till Dansk Samling och illegal under ockupationen. 1948 gick han över till Kristeligt Dagblad och blev chefredaktör 1959 och tillika administrerande direktör för både tidningen och tryckeriet A/S Duplcx (1964-1971). Han var även ledare av Kristeligt Dagblads Forlag. År 1971 blev han direktör för nyhetsbyrån Ritzaus Bureau. Under 1950- och 60-talen var han även redaktör av Grænsen (1951-1965), tidskriften Nyt fra Island (1959) och redaktionsmedarbetare av Kirkens Verden (1967-1973). År 1982 blev Koch chefredaktör för den regionala tidningen Fyens Stiftstidende, ett uppdrag han behöll fram till 1995.
Koch var ordförande av Kaj Munks Mindefond och Grænseforeningen (1994-2000) och var kyrkvaktmästare i Odense domkyrka fram till sin död. År 2008 undertecknade Koch, tillsammans med flera andra framträdande personligheter, ett öppet brev som tog avstånd från Dansk Folkeparti, partiledaren Pia Kjærsgaard och partiets linje om att tvinga muslimer att avsvära sig delar av Koranen och förbjuda människor att klä sig i burka.

## Övriga förtroendeposter
- Styrelseledamot av Grænsefonden (1996-2010, varav som ordförande från 2006)
- Medlem av Flensborg Avis tillsynsråd (1996-1999)
- Styrelseledamot av Løgumkloster Refugium och Løgumkloster Højskole (1996-1999)
- Styrelseledamot av Föreningen Norden (från 1973)
- Styrelseledamot av Dansk Kirke i Udlandet (från 1971)
- Styrelseledamot av Frederiksberg Seminarium (från 1971)
- Medlem Kofoeds Skoles representantskap (från 1967)
- Medlem av Dansk Pressenævn (1964-1971)
- Styrelseledamot av Dansk-Islandsk Samfund (från 1964, vice ordförande från 1968)
- Ordförande av Fondet for dansk-islandsk samarbejde (1964)
- Medlem av Socialpolitisk Forenings representantskap (från 1963) och verkställande utskott (1963-1967)
- Presidiemedlem av International Student Center (från 1963)
- Styrelseledamot av Den Danske Publicistklub (från 1962, ordförande 1970)
- Styrelseledamot av I/S Ritzaus Bureau (1962-1971)
- Styrelseledamot av Københavns Redaktørforening (1961-1971, varav som ordförande 1964-1966)
- Medlem av Det mellemkirkelige Råd (från 1960)
- Styrelseledamot av Grænseforeningen (1951-1953, 1961-1968 och 1971-2000)